# Giorgio Roselli
Giorgio Roselli (Montone, 1º ottobre 1957) è un allenatore di calcio ed ex calciatore italiano, di ruolo centrocampista, tecnico del Vado.

## Carriera

### Giocatore
La sua carriera iniziò nel 1973 con la maglia del Fortis Spoleto, che vestì due stagioni prima di passare all'Inter: non riuscendo a soddisfare le aspettative della squadra milanese (vinse la Coppa Italia 1977-1978), fu ceduto nel 1978 alla Sampdoria. Passò a Genova quattro stagioni, dopo l'iniziale parentesi al Lanerossi Vicenza e coronate dalla promozione in Serie A nel 1981-1982.

Roselli (a destra) in azione al Bologna nel 1983, in lotta per la palla con il perugino Mario Piga.

A fine stagione lasciò la Sampdoria per il Bologna, retrocesso in Serie B; l'anno successivo passò al Pescara, tre stagioni fino al 1986. Chiuse la carriera nel 1992, dopo aver vestito le maglie di Bari, Taranto, Alessandria, in Serie C.

### Allenatore
Successivamente diventò allenatore, iniziando da Alessandria. Alla Cremonese, raggiunse in due stagioni la Serie B, dove fu esonerato, partendo dalla Serie C2. Scelto dal Grosseto, neopromosso in Serie B, come allenatore per la stagione 2007-08, viene esonerato dopo solo 3 giornate.
Dal 20 gennaio al 5 ottobre 2009 ha allenato il Bassano Virtus.
Il 6 luglio 2010 è preso per guidare il Lecco, dal quale si separa consensualmente il 19 maggio 2011 per non essere riuscito a portare la squadra ai playoff. Il 24 gennaio 2012 è assunto a guida del Pavia dove riesce a conquistare la salvezza vincendo i playout sulla Spal. L'anno seguente ottiene la salvezza con 40 punti. La sua avventura col club lombardo si interrompe a fine stagione.
Il 15 gennaio 2014 è ingaggiato dal Gubbio sostituendo l'esonerato Cristian Bucchi. Il 28 ottobre dello stesso anno viene scelto dal presidente Eugenio Guarascio per guidare il Cosenza, succedendo all'esonerato Roberto Cappellacci. Il 22 aprile 2015 vince con il Cosenza la Coppa Italia Lega Pro. Il 23 dicembre 2016, viene esonerato dalla società calabrese. A ottobre 2018 diventa allenatore della Sambenedettese.
Roselli inizia la stagione 2019-2020 alla guida della compagine pugliese del Monopoli, dalla quale viene però esonerato il 3 settembre dopo solo due partite di campionato. Decide quindi di ripartire da Malta, accettando nel gennaio 2020 la proposta del Senglea Athletic, squadra di Premier League per la sua prima esperienza come allenatore all'estero. Fa il suo esordio nel nuovo campionato l'11 gennaio, con un pareggio contro il Sirens. La sua prima esperienza in terra maltese dura però poco: alla fine di febbraio si accorda infatti con il club per rescindere consensualmente il suo contratto.
Il 17 febbraio 2021, viene chiamato sulla panchina della Vibonese al posto del dimissionario Angelo Galfano fino alla fine della stagione.
Il 18 dicembre 2021 subentra sulla panchina del club genovese del Ligorna, militante in Serie D.
Il 1º dicembre 2023 viene nominato nuovo tecnico del Brindisi, in Serie C. Il 10 dicembre, alla seconda partita alla guida della squadra biancoazzurra, trova la sua prima vittoria (la prima dopo 8 sconfitte consecutive tra campionato e coppa) battendo per 2-0 il Sorrento. L'11 febbraio 2024, a seguito della sconfitta interna con il Latina e con la squadra ultima in classifica, in co-abitazione con il Monterosi, annuncia le proprie dimissioni, respinte da parte della società. Una settimana dopo, il 20 febbraio, viene esonerato dai brindisini.
Il 16 maggio 2024 la Lavagnese, club ligure di Serie D, lo annuncia come nuovo allenatore a partire dal successivo 1º luglio. In Coppa Italia il cammino del squadra termina in semifinale con l'eliminazione per mano del Ravenna. Nel mese di marzo 2025, non avendo raggiunto un accordo per la stagione seguente, mister Roselli viene sollevato dall’incarico e sostituito dal vice Avellino con la squadra settima in classifica. 
Il 1° luglio 2025 il Vado, squadra ligure di Serie D, annuncia di avergli affidato la guida tecnica della prima squadra.

## Statistiche

### Statistiche da allenatore
Statistiche aggiornate al 20 febbraio 2024.
| Stagione              | Squadra               | Campionato            | Campionato | Campionato | Campionato | Campionato | Coppe nazionali | Coppe nazionali | Coppe nazionali | Coppe nazionali | Coppe nazionali | Coppe continentali | Coppe continentali | Coppe continentali | Coppe continentali | Coppe continentali | Altre coppe | Altre coppe | Altre coppe | Altre coppe | Altre coppe | Totale | Totale | Totale | Totale | % Vittorie | Piazzamento       |
| Stagione              | Squadra               | Comp                  | G          | V          | N          | P          | Comp            | G               | V               | N               | P               | Comp               | G                  | V                  | N                  | P                  | Comp        | G           | V           | N           | P           | G      | V      | N      | P      | %          | Piazzamento       |
| --------------------- | --------------------- | --------------------- | ---------- | ---------- | ---------- | ---------- | --------------- | --------------- | --------------- | --------------- | --------------- | ------------------ | ------------------ | ------------------ | ------------------ | ------------------ | ----------- | ----------- | ----------- | ----------- | ----------- | ------ | ------ | ------ | ------ | ---------- | ----------------- |
| dic. 1993-1994        | Alessandria           | C1                    | 19+2       | 5          | 5+1        | 9+1        | CI-C            | -               | -               | -               | -               | -                  | -                  | -                  | -                  | -                  | -           | -           | -           | -           | -           | 21     | 5      | 6      | 10     | 23,81      | Sub., 14º (retr.) |
| 1994-gen. 1995        | Alessandria           | C1                    | 14         | 3          | 6          | 5          | CI-C            | 4               | 1               | 2               | 1               | -                  | -                  | -                  | -                  | -                  | -           | -           | -           | -           | -           | 18     | 4      | 8      | 6      | 22,22      | Eson.             |
| Totale Alessandria    | Totale Alessandria    | Totale Alessandria    | 35         | 8          | 12         | 15         |                 | 4               | 1               | 2               | 1               |                    | -                  | -                  | -                  | -                  |             | -           | -           | -           | -           | 39     | 9      | 14     | 16     | 23,08      |                   |
| 1995-1996             | Triestina             | C2                    | 34+2       | 13         | 17+1       | 4+1        | CI-C            | 6               | 2               | 4               | 0               | -                  | -                  | -                  | -                  | -                  | -           | -           | -           | -           | -           | 42     | 15     | 22     | 5      | 35,71      | 4º                |
| lug.-dic. 1996        | Triestina             | C2                    | 16         | 5          | 7          | 4          | CI-C            | 7               | 5               | 2               | 0               | -                  | -                  | -                  | -                  | -                  | -           | -           | -           | -           | -           | 23     | 10     | 9      | 4      | 43,48      | Eson.             |
| Totale Triestina      | Totale Triestina      | Totale Triestina      | 52         | 18         | 25         | 9          |                 | 13              | 7               | 6               | 0               |                    | -                  | -                  | -                  | -                  |             | -           | -           | -           | -           | 65     | 25     | 31     | 9      | 38,46      |                   |
| 1997-1998             | Varese                | C2                    | 34         | 16         | 15         | 3          | CI-C            | 6               | 4               | 1               | 1               | -                  | -                  | -                  | -                  | -                  | -           | -           | -           | -           | -           | 40     | 20     | 16     | 4      | 50,00      | 1º (prom.)        |
| 1998-1999             | Varese                | C1                    | 34         | 8          | 16         | 10         | CI-C            | 4               | 2               | 0               | 2               | -                  | -                  | -                  | -                  | -                  | -           | -           | -           | -           | -           | 38     | 10     | 16     | 12     | 26,32      | 13º               |
| lug.-nov. 2000        | Mantova               | C2                    | 11         | 3          | 5          | 3          | CI-C            | 4               | 1               | 0               | 3               | -                  | -                  | -                  | -                  | -                  | -           | -           | -           | -           | -           | 15     | 4      | 5      | 6      | 26,67      | Eson.             |
| lug.-nov. 2001        | Alzano Virescit       | C1                    | 12         | 3          | 2          | 7          | CI-C            | 6               | 3               | 2               | 1               | -                  | -                  | -                  | -                  | -                  | -           | -           | -           | -           | -           | 18     | 6      | 4      | 8      | 33,33      | Eson.             |
| set. 2002-2003        | Varese                | C1                    | 31+2       | 6          | 12+2       | 13         | CI-C            | -               | -               | -               | -               | -                  | -                  | -                  | -                  | -                  | -           | -           | -           | -           | -           | 37     | 7      | 14     | 16     | 18,92      | Sub., 15º         |
| Totale Varese         | Totale Varese         | Totale Varese         | 101        | 30         | 45         | 26         |                 | 10              | 6               | 1               | 3               |                    | -                  | -                  | -                  | -                  |             | -           | -           | -           | -           | 111    | 36     | 46     | 29     | 32,43      |                   |
| set. 2003-2004        | Cremonese             | C2                    | 31+4       | 15+4       | 12         | 4          | CI-C            | -               | -               | -               | -               | -                  | -                  | -                  | -                  | -                  | -           | -           | -           | -           | -           | 35     | 19     | 12     | 4      | 54,29      | 2º (prom.)        |
| 2004-2005             | Cremonese             | C1                    | 36         | 22         | 6          | 8          | CI-C            | 7               | 3               | 3               | 1               | -                  | -                  | -                  | -                  | -                  | SdL-C       | 2           | 0           | 0           | 2           | 45     | 25     | 9      | 11     | 55,56      | 1º (prom.)        |
| ago.-ott. 2005        | Cremonese             | B                     | 11         | 1          | 3          | 7          | CI              | 2               | 1               | 0               | 1               | -                  | -                  | -                  | -                  | -                  | -           | -           | -           | -           | -           | 13     | 2      | 3      | 8      | 15,38      | Eson.             |
| dic. 2006-2007        | Cremonese             | C1                    | 17         | 6          | 7          | 4          | CI-C            | -               | -               | -               | -               | -                  | -                  | -                  | -                  | -                  | -           | -           | -           | -           | -           | 17     | 6      | 7      | 4      | 35,29      | Sub., 11º         |
| Totale Cremonese      | Totale Cremonese      | Totale Cremonese      | 99         | 48         | 28         | 23         |                 | 9               | 4               | 3               | 2               |                    | -                  | -                  | -                  | -                  |             | 2           | 0           | 0           | 2           | 110    | 52     | 31     | 27     | 47,27      |                   |
| ago.-set. 2007        | Grosseto              | B                     | 3          | 0          | 0          | 3          | CI              | 1               | 0               | 0               | 1               | -                  | -                  | -                  | -                  | -                  | -           | -           | -           | -           | -           | 4      | 0      | 0      | 4      | &0,00      | Eson.             |
| gen.-giu. 2009        | Bassano Virtus        | 2D                    | 15+2       | 8          | 6+1        | 1+1        | CI-LP           | -               | -               | -               | -               | -                  | -                  | -                  | -                  | -                  | -           | -           | -           | -           | -           | 17     | 8      | 7      | 2      | 47,06      | Sub., 4º          |
| ago.-ott. 2009        | Bassano Virtus        | 2D                    | 7          | 1          | 3          | 3          | CI-LP           | 4               | 3               | 0               | 1               | -                  | -                  | -                  | -                  | -                  | -           | -           | -           | -           | -           | 11     | 4      | 3      | 4      | 36,36      | Eson.             |
| Totale Bassano Virtus | Totale Bassano Virtus | Totale Bassano Virtus | 24         | 9          | 10         | 5          |                 | 4               | 3               | 0               | 1               |                    | -                  | -                  | -                  | -                  |             | -           | -           | -           | -           | 28     | 12     | 10     | 6      | 42,86      |                   |
| 2010-2011             | Lecco                 | 2D                    | 32         | 13         | 8          | 11         | CI-LP           | 4               | 2               | 0               | 2               | -                  | -                  | -                  | -                  | -                  | -           | -           | -           | -           | -           | 36     | 15     | 8      | 13     | 41,67      | 7º                |
| gen.-giu. 2012        | Pavia                 | 1D                    | 14+2       | 6+1        | 6+1        | 2          | CI-LP           | -               | -               | -               | -               | -                  | -                  | -                  | -                  | -                  | -           | -           | -           | -           | -           | 16     | 7      | 7      | 2      | 43,75      | Sub., 15º         |
| 2012-2013             | Pavia                 | 1D                    | 32         | 10         | 10         | 12         | CI-LP           | 2               | 0               | 1               | 1               | -                  | -                  | -                  | -                  | -                  | -           | -           | -           | -           | -           | 34     | 10     | 11     | 13     | 29,41      | 11º               |
| Totale Pavia          | Totale Pavia          | Totale Pavia          | 48         | 17         | 17         | 14         |                 | 2               | 0               | 1               | 1               |                    | -                  | -                  | -                  | -                  |             | -           | -           | -           | -           | 50     | 17     | 18     | 15     | 34,00      |                   |
| gen.-giu. 2014        | Gubbio                | 1D                    | 14         | 5          | 2          | 7          | CI-LP           | -               | -               | -               | -               | -                  | -                  | -                  | -                  | -                  | -           | -           | -           | -           | -           | 14     | 5      | 2      | 7      | 35,71      | Sub., 12º         |
| ott. 2014-2015        | Cosenza               | LP                    | 28         | 8          | 13         | 7          | CI+CI-LP        | 0+8             | 0+6             | 0+2             | 0+0             | -                  | -                  | -                  | -                  | -                  | -           | -           | -           | -           | -           | 36     | 14     | 15     | 7      | 38,89      | Sub., 10º         |
| 2015-2016             | Cosenza               | LP                    | 34         | 16         | 12         | 6          | CI+CI-LP        | 2+1             | 1+0             | 1+0             | 0+1             | -                  | -                  | -                  | -                  | -                  | -           | -           | -           | -           | -           | 37     | 17     | 13     | 7      | 45,95      | 5º                |
| lug.-dic. 2016        | Cosenza               | LP                    | 20         | 9          | 3          | 8          | CI+CI-LP        | 2+1             | 1+0             | 0+1             | 1+0             | -                  | -                  | -                  | -                  | -                  | -           | -           | -           | -           | -           | 23     | 10     | 4      | 9      | 43,48      | Eson.             |
| Totale Cosenza        | Totale Cosenza        | Totale Cosenza        | 82         | 33         | 28         | 21         |                 | 14              | 8               | 4               | 2               |                    |                    |                    |                    |                    |             |             |             |             |             | 96     | 41     | 32     | 23     | 42,71      |                   |
| ott. 2018-mar. 2019   | Sambenedettese        | C                     | 28         | 8          | 14         | 6          | CI-C            | 2               | 1               | 0               | 1               | -                  | -                  | -                  | -                  | -                  | -           | -           | -           | -           | -           | 30     | 9      | 14     | 7      | 30,00      | Sub., Eson.       |
| ago.-set. 2019        | Monopoli              | C                     | 2          | 1          | 0          | 1          | CI+CI-C         | 3+0             | 2+0             | 0+0             | 1+0             | -                  | -                  | -                  | -                  | -                  | -           | -           | -           | -           | -           | 5      | 3      | 0      | 2      | 60,00      | Eson.             |
| gen.-feb. 2020        | Senglea Athletic      | PLM                   | 6          | 0          | 3          | 3          | CM              | 1               | 0               | 0               | 1               | -                  | -                  | -                  | -                  | -                  | -           | -           | -           | -           | -           | 7      | 0      | 3      | 4      | &0,00      | Sub., Eson.       |
| feb.-giu. 2021        | Vibonese              | C                     | 13         | 2          | 8          | 3          | -               | -               | -               | -               | -               | -                  | -                  | -                  | -                  | -                  | -           | -           | -           | -           | -           | 13     | 2      | 8      | 3      | 15,38      | Sub., 16º         |
| dic. 2021-2022        | Ligorna               | D                     | 22         | 7          | 9          | 6          | CI-D            | -               | -               | -               | -               | -                  | -                  | -                  | -                  | -                  | -           | -           | -           | -           | -           | 22     | 7      | 9      | 6      | 31,82      | Sub., 14º         |
| 2022-2023             | Ligorna               | D                     | 38+1       | 17         | 15+1       | 6          | CI-D            | 4               | 3               | 0               | 1               | -                  | -                  | -                  | -                  | -                  | -           | -           | -           | -           | -           | 43     | 20     | 16     | 7      | 46,51      | 5º                |
| Totale Ligorna        | Totale Ligorna        | Totale Ligorna        | 61         | 24         | 25         | 12         |                 | 4               | 3               | 0               | 1               |                    |                    |                    |                    |                    |             |             |             |             |             | 65     | 27     | 25     | 13     | 41,54      |                   |
| dic. 2023-feb. 2024   | Brindisi              | C                     | 11         | 1          | 3          | 7          | CI-C            | -               | -               | -               | -               | -                  | -                  | -                  | -                  | -                  | -           | -           | -           | -           | -           | 11     | 1      | 3      | 7      | &9,09      | Sub., Eson.       |
| 2024-mar. 2025        | Lavagnese             | D                     | 30         | 13         | 9          | 8          | CI-D            | 7               | 4               | 2               | 1               | -                  | -                  | -                  | -                  | -                  | -           | -           | -           | -           | -           | 37     | 17     | 11     | 9      | 45,95      | Eson.             |
| Totale carriera       | Totale carriera       | Totale carriera       | 664        | 236        | 244        | 184        |                 | 88              | 45              | 21              | 22              |                    | -                  | -                  | -                  | -                  |             | 2           | 0           | 0           | 2           | 754    | 281    | 265    | 208    | 37,27      |                   |

## Palmarès

### Giocatore
- Coppa Italia: 1

Inter: 1977-1978
- Campionato italiano di Serie B: 1

Sampdoria: 1981-1982
- Serie C1: 1

Taranto: 1989-1990
- Campionato italiano Serie C2: 1

Alessandria: 1990-1991 (girone A)

### Allenatore
- Campionato italiano Serie C1: 1

Cremonese: 2004-2005 (girone A)
- Campionato italiano Serie C2: 2

Varese: 1997-1998 (girone A)
Cremonese: 2003-2004
- Coppa Italia Lega Pro: 1

Cosenza: 2014-2015